# Jimaguayú
Jimaguayú är en ort i Kuba.   Den ligger i provinsen Provincia de Camagüey, i den östra delen av landet, 500 km öster om huvudstaden Havanna. Jimaguayú ligger 116 meter över havet och antalet invånare är 21 169.
Terrängen runt Jimaguayú är platt, och sluttar västerut. Runt Jimaguayú är det glesbefolkat, med 15 invånare per kvadratkilometer. Närmaste större samhälle är Camagüey, 17,9 km nordväst om Jimaguayú. Omgivningarna runt Jimaguayú är en mosaik av jordbruksmark och naturlig växtlighet.